# 神戸北警察署
神戸北警察署（こうべきたけいさつしょ）は兵庫県警察が管轄する警察署の一つで、神戸方面に属す。署長の階級は警視。
2017年現在、老朽化・狭隘化のため庁舎建て替え計画が進行中である。

## 所在地
- 神戸市北区甲栄台三丁目6番1号

## 管轄区域
- 神戸市北区（有馬警察署の管轄区域を除く区域）

## 交番
全て、神戸市北区に所在している。
- 五葉交番（南五葉）
- 星和台交番（星和台）
- ひよどり台交番（ひよどり台）
- 鈴蘭台交番（鈴蘭台北町）
- 北鈴蘭台交番（甲栄台）
- 山の街交番（山田町下谷上今草辻）
- 広陵交番（小倉台）
- 下谷上交番（山田町下谷上池ノ内）
- 日の峰交番（日の峰）

## 駐在所
全て、神戸市北区に所在している。
- 山田中駐在所（山田町中）